# BootX
BootX és un carregador d'arrencada basat en programari dissenyat i desenvolupat per Apple Inc. per al seu ús a la gamma d'ordinadors Macintosh de l'empresa. BootX s'utilitza per preparar l'ordinador per al seu ús, carregant tots els controladors de dispositiu necessaris i, a continuació, engegant Mac OS X arrencant el nucli a tots els PowerPC Macintoshs amb el sistema operatiu Mac OS X 10.2 o versions posteriors.
Utilitzant BootROM, un xip d'ordinador de memòria de només lectura (ROM) que conté Open Firmware, es mostra breument un bootsplash gràfic a tots els ordinadors Macintosh compatibles com un logotip gris d'Apple amb un cursor giratori que apareix durant la seqüència d'inici.
El programa està disponible gratuïtament com a part del sistema operatiu Darwin sota l'Apple Public Source License de codi obert.
BootX va ser substituït per un altre carregador d'arrencada gairebé idèntic anomenat boot.efi i una ROM d'interfície de firmware extensible al llançament del Mac basat en Intel.

## Història
Els Macintosh més antics que dataven de 1983 a 1998 utilitzaven un carregador d'arrencada bàsic; el carregador d'arrencada era només un xip ROM que variava en mides fins a 4 megabytes (MB), que contenien tant el codi d'ordinador per arrencar l'ordinador com per executar el sistema operatiu Mac OS. La part resident a la ROM del Mac OS és la caixa d'eines de Macintosh i la part de la ROM d'arrencada d'aquesta ROM es va anomenar retroactivament ROM Old World quan es van llançar els Mac ROM New World, començant pel primer iMac. El Macintosh Toolbox resident a la ROM difereix molt del disseny dels Macintosh moderns, que generalment utilitzen un disc dur de gran capacitat per emmagatzemar el sistema operatiu. Aquest carregador d'arrencada es va utilitzar a tots els ordinadors Macintosh fins a mitjans de 1998.
Amb l'arribada de la sèrie iMac de Macintosh, el microprogramari es va actualitzar. La ROM es va reduir de mida a 1 MB, anomenat BootROM, i la resta de la ROM es va traslladar al fitxer Mac OS ROM a la carpeta del sistema Mac OS, emmagatzemat al disc dur. Aquesta ROM utilitzava una implementació completa de l'estàndard Open Firmware (contingut a BootROM) i es va anomenar New World ROM.
L'any 2001, amb el llançament de Mac OS X 10.0, el fitxer Mac OS ROM va ser substituït pel fitxer BootX bootloader. L'any 2002, amb el llançament de Mac OS X 10.2, la històrica imatge d'inici de "Happy Mac" va ser substituïda per un logotip de poma gris. En introduir l'Intel Mac el 2006, BootROM va ser substituïda per la ROM d'interfície de firmware extensible gairebé idèntica (tot i que Apple encara l'anomena BootROM) i el fitxer boot.efi.

## Característiques
Perquè el carregador d'arrencada sigui atractiu per a altres desenvolupadors de sistemes operatius, Apple va afegir funcions que permeten flexibilitat en el procés d'arrencada, com ara l'arrencada en xarxa mitjançant TFTP i carregar nuclis amb format Mach-O i ELF. BootX també pot arrencar des de volums amb format HFS, HFS+, UFS i ext2. El carregador d'arrencada es pot manipular a l'inici mantenint premudes diverses combinacions de tecles per alterar el procés d'arrencada. Aquestes funcions inclouen el Mode Verbose, que s'aconsegueix mantenint premudes les tecles Command i V a l'inici, que substitueix el logotip d'Apple per defecte amb informació basada en text sobre el procés d'arrencada i el Mode d'usuari únic, que s'aconsegueix mantenint premudes les tecles Command i S, que, segons al sistema operatiu, pot arrencar en una línia d'ordres més bàsica o una versió basada en text del sistema operatiu, per facilitar l'acció de manteniment i recuperació. La ROM també es pot configurar perquè requereixi una contrasenya per accedir a aquestes funcions tècniques mitjançant la interfície OpenFirmware.